# Dupouyichthys
Dupouyichthys is een monotypisch geslacht van straalvinnige vissen uit de familie van de braadpan- of banjomeervallen (Aspredinidae).

## Soort
- Dupouyichthys sapito Schultz, 1944